# Route nationale 19a
Die N19A war eine französische Nationalstraße, die 1824 festgelegt wurde. Sie schloss die N19 an das Zentrum von Nangis an, welche nördlich an dem Ort vorbeilief. Dazu zweigte sie von dieser ab, lief durch den Ort und mündete wieder in die N19. Ab 1857 querte sie dabei die Bahnstrecke von Paris Est nach Mulhouse zweimal. 1933 befand sich an ihr dann eines der Enden der N446. 1973 erfolgte die Abstufung der Straße zu einer Départementstraße. Die Länge betrug 1,8 Kilometer.